# Ten Major Construction Projects

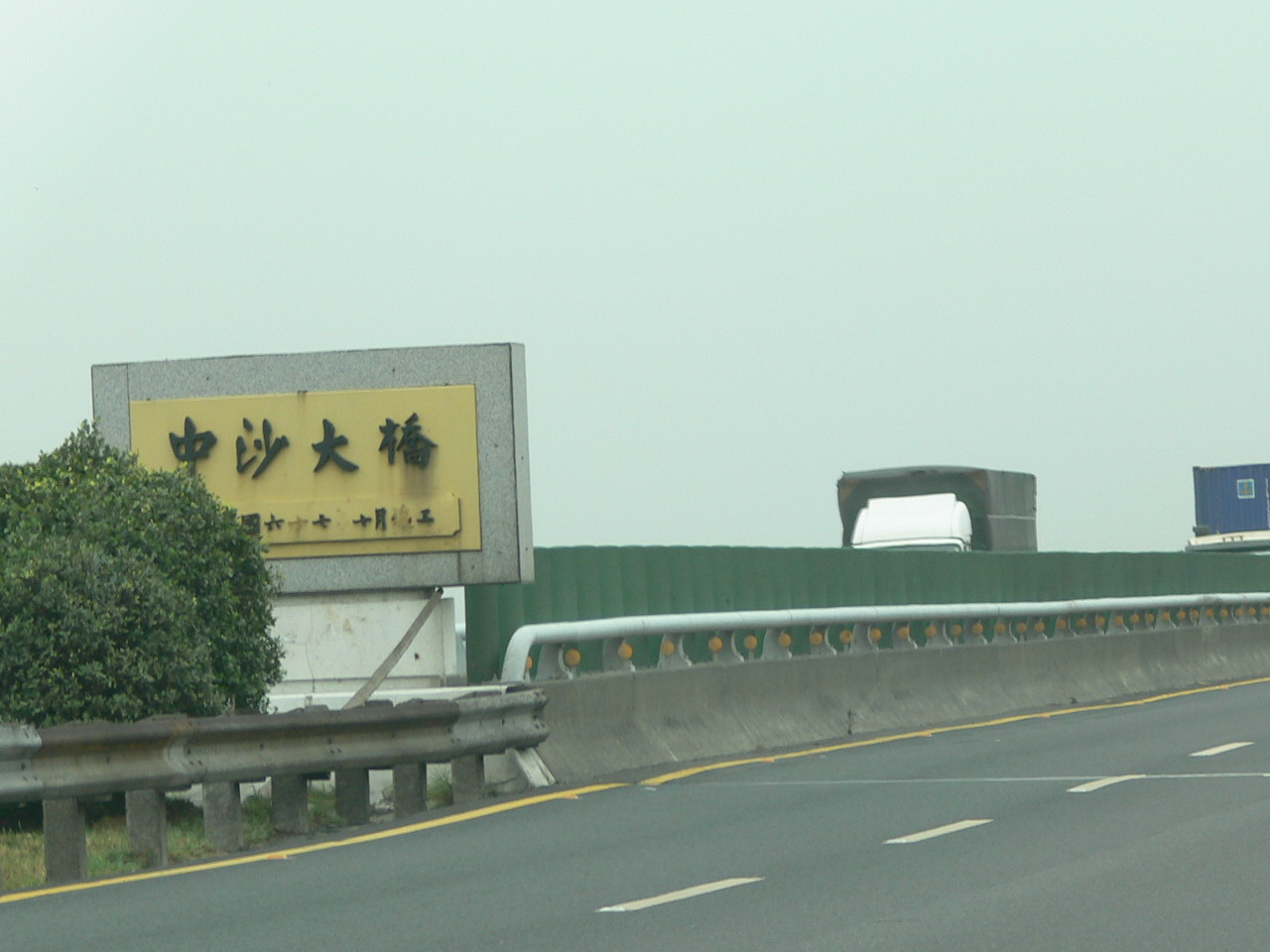
Exemple de pont de l’autoroute A1 faisant partie du projet

Ten Major Construction Projects, en chinois : 十大建設, est un programme d'infrastructure lancé durant les années 1970 à Taïwan. Il est annoncé par Chiang Ching-kuo en 1974, pour une réalisation prévue en 1979, pour un coût de 300 millions de Nouveau dollar de Taïwan.
Ces dix projets comprennent : l'électrification de la TRA Western Line, la construction de l'Autoroute nationale 1, de la North-Link Line, de l'aéroport international Taiwan Taoyuan, du port de Taichung et de Su-ao, la création des entreprises CSBC Corporation et China Steel, ainsi que la construction d'infrastructure pétrolière, industrielle et nucléaire.